# Daniele Persegani
Daniele Persegani (Cremona, 29 ottobre 1972) è un cuoco, docente e conduttore televisivo italiano.

## Biografia
Nel 1991, Persegani consegue il diploma all'istituto alberghiero di Salsomaggiore Terme. Inizia a lavorare sin da studente e, una volta terminati gli studi, diventa chef e docente di cucina presso il medesimo istituto alberghiero in cui ha conseguito la maturità. Svolge altresì l'attività di consulente per una multinazionale produttrice di macchinari per la ristorazione
Dal 2010 partecipa a diversi programmi di cucina su Alice e sulla Rai, curando inoltre una rubrica culinaria sul mensile Alice Magazine.
Dal 2012 è consulente per l'alimentazione e cuoco di Casa Azzurri e nel 2014 è lo chef della nazionale di calcio italiana durante i mondiali di calcio in Brasile.
Nell'aprile 2024 ha subito una paralisi di Bell, giudicata non grave e guaribile.
Persegani abita a Castelvetro Piacentino.

## Televisione
- Casa Alice (Alice, 2010-2015)
- Alice Kochen[6] (Alice Kochen, 2013)
- La prova del cuoco (Rai 1, 2016-2020)
- Detto fatto (Rai 2, 2018)
- È sempre mezzogiorno (Rai 1, 2020-in corso)

## Opere
- Il pranzo della domenica, Roma, LT Editore, 2011, ISBN 9788861070448.
- A tavola in 60 minuti, Roma, LT Editore, 2012, ISBN 9788861071421.
- L'occasione fa lo chef, Roma, LT Editore, 2013, ISBN 9788861071766.